# Un camino hacia el destino
Un camino hacia el destino es una telenovela juvenil mexicana producida por Nathalie Lartilleux  para Televisa y transmitida por el Canal de las Estrellas en 2016. Es una adaptación de la telenovela mexicana La hija del jardinero.
Protagonizada por Paulina Goto y Horacio Pancheri; y con las participaciones antagónicas de Ana Patricia Rojo, René Strickler y Candela Márquez. Cuenta además con las actuaciones estelares de Eugenia Cauduro, Jorge Aravena, Lisette Morelos y los primeros actores Patricia Reyes Spíndola y Gustavo Rojo.

## Sinopsis
Las hermanas Amelia y Mariana Altamirano son dos jóvenes de familia rica que están perdidamente enamoradas del mismo hombre, Luis Montero. Sin embargo, cuando Amelia queda embarazada de Luis, él la abandona para casarse con Marissa, una viuda millonaria que tiene un hijo, Carlos. 
Don Fernando Altamirano, padre de Amelia y Mariana, expulsa a su hija al saber de su embarazo y creer que su bebé es de Pedro, el humilde jardinero de la hacienda, que siempre ha estado enamorado de ella. Pedro le propone matrimonio a Amelia y le promete reconocer al futuro bebé como hijo suyo. Amelia accede, aunque ello implique llevar una vida de pobreza y humildad. Así pues, Pedro cría a Luisa Fernanda, la hija de Amelia, como si fuera suya.
18 años después... Luisa Fernanda ya está en la preparatoria y a punto de graduarse; sin embargo, su familia no puede darle el lujo de apoyarla económicamente. Pero un día, Fernanda va por la calle con su amiga, Camila Sotomayor (la hijastra de su tía Mariana), Fernanda casi es atropellada por su verdadero padre: Luis Montero. Aunque Luis no le causó ningún daño a Fernanda, Camila mal aconseja a su amiga para que interponga una demanda en contra de Luis para poder estafarlo y conseguir el dinero que ella necesita para el vestido de su graduación. 
Los años le han sentado muy mal a Amelia, pues se ha vuelto una mujer amargada, enojada con la vida y vacía por dentro, su pretexto: su infelicidad a lado del jardinero y nunca haber obtenido el amor con el hombre que verdaderamente amó; Luis. A pesar de los años, Mariana sigue siendo ambiciosa y egoísta, y no permitirá que su sobrina reclame la parte de la herencia. 
Cuando Fernanda llega al hospital por el supuesto accidente, el médico que la atiende resulta ser Carlos, el hijastro de Luis e hijo de Marissa. Carlos decide ayudar a Fernanda, ya que él odia profundamente al ambicioso de su padrastro Luis, que es infiel a Marissa desde hace mucho tiempo. Es así como Fernanda logra demostrar ante un juez que no fue un accidente y logra estafarlo. Luis jura vengarse de Fernanda. 
Poco a poco, Fernanda y Carlos, se van enamorando. Sin embargo, Don Fernando, que ya es muy anciano y con alzheimer, está arrepentido de haber corrido a su hija. Día tras día va olvidando y confundiendo todo, y Mariana aprovecha la situación para hacerle creer a su padre que ella es hija única y que es la heredera de todo. La única que conoce la verdad es el ama de llaves de la familia, Blanca, pero no puede decir nada por la condición de don Fernando.
Sin embargo, Fernanda no podrá amar libremente a Carlos, pues él ya tiene pareja, Isabela de León, una mujer obsesiva que se aliará con Luis para acabar con Fernanda.

## Reparto
- Paulina Goto - Luisa Fernanda Pérez Altamirano / Luisa Fernanda Montero Altamirano
- Horacio Pancheri - Carlos Gómez-Ruiz
- Jorge Aravena - Pedro Pérez
- Ana Patricia Rojo - Mariana Altamirano de Sotomayor
- Lisette Morelos - Amelia Altamirano de Pérez
- Brandon Peniche - Javier Farías
- Manuel Landeta - Hernán Sotomayor Landa
- René Strickler - Luis Montero Fernández
- Eugenia Cauduro - Marissa Gómez-Ruiz de Montero
- Patricia Reyes Spíndola - Blanca
- Gustavo Rojo - Fernando Altamirano Villaseñor[2]
- Rocío Banquells - Guadalupe "Lupe" Gonzalo
- Arcelia Ramírez - Maribel
- Arturo Carmona - Diego Martínez
- Harry Geithner - Leopoldo Arellano Manrique
- Agustín Arana - Ignacio Ordóñez
- Rebeca Manríquez - Madre Rosaura Pérez
- Candela Márquez - Isabela De León
- Ianis Guerrero - César Gonzalo
- Yuliana Peniche - Andrea Fonseca
- Alejandro Ruiz - Ismael Solórzano
- Alejandro Peniche - Felipe Montiel
- Andrés Pardave - José
- Aurora Clavel - Rosario
- Vanya Aguayo - Carolina De León
- Aranza Carreiro - Camila Sotomayor Williams
- Samadhi Zendejas - Nadia Ricardi Valencia
- Arena Ibarra - Adelina "Ade" Martínez Soto
- Claudia Martín - Victoria Mejía Ocaña "Vicky"
- Bárbara López - Lucero Gutiérrez Vega
- Constanza Mirko - Graciela
- María Morena - Migdalia
- Sheyla - Sor Sonrisa
- Francisco Avendaño - Dr. Espinoza
- Gerardo Murguía - Teo Saldívar
- Isadora González - Thelma
- Eduardo Carbajal - Dr. Arteaga
- Esteban Maggio - El Bohemio
- Felipe Rincón - Carlitos
- Dilery Sánchez - Clarita
- Amairani - Macaria
- Pilar Pellicer - Directora
- Naydelin Navarrete - La Malquerida
- Rogelio Cruz Téllez - Francisco Gómez-Ruiz "Paco"

## Premios y nominaciones

### Premios Kids Choice Awards México 2016
| Categoría              | Nominado                   | Resultado |
| ---------------------- | -------------------------- | --------- |
| Mejor actor favorito   | Horacio Pancheri           | Ganador   |
| Mejor actriz favorita  | Paulina Goto               | Nominada  |
| Mejor serie o programa | Un camino hacia el destino | Nominado  |

### TV Adicto Golden Awards
| Año  | Categoría                           | Nominados        | Resultado |
| ---- | ----------------------------------- | ---------------- | --------- |
| 2016 | Mejor lanzamiento estelar masculino | Horacio Pancheri | Ganador   |

### Premios TVyNovelas 2017
| Categoría                | Nominado                             | Resultado |
| ------------------------ | ------------------------------------ | --------- |
| Mejor telenovela         | Nathalie Lartilleux Nicaud           | Nominada  |
| Mejor primera actriz     | Patricia Reyes Spíndola              | Nominada  |
| Mejor actriz coestelar   | Eugenia Cauduro                      | Nominada  |
| Mejor actriz de reparto  | Arcelia Ramírez                      | Nominada  |
| Mejor guion o adaptación | María Antonieta "Calú" Gutiérrez     | Nominada  |
| Mejor tema musical       | Mi camino eres tú (por Paulina Goto) | Nominada  |